# Équipe d'Espagne de football à la Coupe du monde 1982
L'équipe d'Espagne de football participe à sa sixième Coupe du monde lors de l'édition 1982 qui se tient sur son sol du 13 juin 1982 au 11 juillet 1982.
L'Espagne passe le premier tour en terminant 2e du groupe 5 derrière l'Irlande du Nord et en devançant la Yougoslavie grâce à une meilleure attaque. Elle est éliminée le tour suivant en se classant dernière du groupe B après une défaite contre l'Allemagne de l'Ouest et un match nul contre l'Angleterre.

## Qualification
L'Espagne est qualifiée d'office.

## Phase finale

### Premier tour

#### Groupe 5
| Classement final |                 |     |   |   |   |   |    |    |      |
|                  | Équipe          | Pts | J | G | N | P | BP | BC | Diff |
| 1                | Irlande du Nord | 4   | 3 | 1 | 2 | 0 | 2  | 1  | +1   |
| 2                | Espagne         | 3   | 3 | 1 | 1 | 1 | 3  | 3  | 0    |
| 3                | Yougoslavie     | 3   | 3 | 1 | 1 | 1 | 2  | 2  | 0    |
| 4                | Honduras        | 2   | 3 | 0 | 2 | 1 | 2  | 3  | -1   |

| 16 juin | Espagne     | 1 | 1 | Honduras        |
| 17 juin | Yougoslavie | 0 | 0 | Irlande du Nord |
| 20 juin | Espagne     | 2 | 1 | Yougoslavie     |
| 21 juin | Honduras    | 1 | 1 | Irlande du Nord |
| 24 juin | Honduras    | 0 | 1 | Yougoslavie     |
| 25 juin | Espagne     | 0 | 1 | Irlande du Nord |

| 16 juin 1982                      | Espagne                 | 1 - 1 | Honduras  | Estadio Luis Casanova, Valence                     |                                                    |
| 21:15 · Historique des rencontres | López Ufarte 65e (pen.) |       | Zelaya 8e | Spectateurs : 49 562 Arbitrage : Arturo Ithurralde | Spectateurs : 49 562 Arbitrage : Arturo Ithurralde |
| 21:15 · Historique des rencontres | Rapport                 |       |           | Spectateurs : 49 562 Arbitrage : Arturo Ithurralde | Spectateurs : 49 562 Arbitrage : Arturo Ithurralde |

| 20 juin 1982                      | Espagne                        | 2 - 1 | Yougoslavie | Estadio Luis Casanova, Valence                         |                                                        |
| 21:15 · Historique des rencontres | Juanito 14e (pen.) · Saura 66e |       | Gudelj 10e  | Spectateurs : 48 000 Arbitrage : Henning Lund-Sørensen | Spectateurs : 48 000 Arbitrage : Henning Lund-Sørensen |
| 21:15 · Historique des rencontres | Rapport                        |       |             | Spectateurs : 48 000 Arbitrage : Henning Lund-Sørensen | Spectateurs : 48 000 Arbitrage : Henning Lund-Sørensen |

| 25 juin 1982                      | Espagne | 0 - 1 | Irlande du Nord | Estadio Luis Casanova, Valence                |                                               |
| 21:15 · Historique des rencontres |         |       | Armstrong 47e   | Spectateurs : 49 562 Arbitrage : Héctor Ortíz | Spectateurs : 49 562 Arbitrage : Héctor Ortíz |
| 21:15 · Historique des rencontres | Rapport |       |                 | Spectateurs : 49 562 Arbitrage : Héctor Ortíz | Spectateurs : 49 562 Arbitrage : Héctor Ortíz |

### Second tour

#### Groupe B
| Classement final |                      |     |   |   |   |   |    |    |    |
|                  | Équipe               | Pts | J | G | N | P | Bp | Bc | GA |
| 1                | Allemagne de l'Ouest | 3   | 2 | 1 | 1 | 0 | 2  | 1  | +1 |
| 2                | Angleterre           | 2   | 2 | 0 | 2 | 0 | 0  | 0  | 0  |
| 3                | Espagne              | 1   | 2 | 0 | 1 | 1 | 1  | 2  | -1 |

| 29 juin   | Allemagne de l'Ouest | 0 | 0 | Angleterre |
| 2 juillet | Allemagne de l'Ouest | 2 | 1 | Espagne    |
| 5 juillet | Espagne              | 0 | 0 | Angleterre |

| 2 juillet 1982                    | Allemagne de l'Ouest         | 2 - 1 | Espagne    | Santiago Bernabéu, Madrid                      |                                                |
| 21:15 · Historique des rencontres | Littbarski 50e · Fischer 75e |       | Zamora 82e | Spectateurs : 90 089 Arbitrage : Paolo Casarin | Spectateurs : 90 089 Arbitrage : Paolo Casarin |
| 21:15 · Historique des rencontres | Rapport                      |       |            | Spectateurs : 90 089 Arbitrage : Paolo Casarin | Spectateurs : 90 089 Arbitrage : Paolo Casarin |

| 5 juillet 1982                    | Espagne | 0 - 0 | Angleterre | Santiago Bernabéu, Madrid                      |                                                |
| 21:15 · Historique des rencontres |         |       |            | Spectateurs : 75 000 Arbitrage : Alexis Ponnet | Spectateurs : 75 000 Arbitrage : Alexis Ponnet |
| 21:15 · Historique des rencontres | Rapport |       |            | Spectateurs : 75 000 Arbitrage : Alexis Ponnet | Spectateurs : 75 000 Arbitrage : Alexis Ponnet |

## Effectif
| 1  | G | Luis Arconada           | 26.061954  | Real Sociedad      |
| 2  | D | José Antonio Camacho    | 08.06.1955 | Real Madrid        |
| 3  | D | Rafael Gordillo         | 24.02.1957 | Real Betis Sevilla |
| 4  | M | Miguel Angel Alonso     | 01.02.1953 | Real Sociedad      |
| 5  | D | Miguel Tendillo         | 01.02.1961 | Valencia CF        |
| 6  | M | José Ramon Alexanko     | 19.05.1956 | Barcelona CF       |
| 7  | A | Juanito                 | 10.11.1954 | Real Madrid        |
| 8  | M | Joaquin Alonso          | 09.06.1956 | Sporting Gijon     |
| 9  | A | Jesus Maria Satrustegui | 12.01.1954 | Real Sociedad      |
| 10 | M | Jesus Maria Zamora      | 01.01.1955 | Real Sociedad      |
| 11 | A | Roberto Lopez Ufarte    | 19.04.1958 | Real Sociedad      |
| 12 | D | Santiago Urquiaga       | 14.04.1958 | Athletic Bilbao    |
| 13 | D | Manuel Jimenez          | 27.10.1956 | Sporting Gijon     |
| 14 | D | Antonio Maceda          | 16.05.1957 | Sporting Gijon     |
| 15 | M | Enrique Saura           | 02.08.1954 | Valencia CF        |
| 16 | M | Tente Sanchez           | 08.10.1956 | Barcelona CF       |
| 17 | M | Ricardo Gallego         | 08.02.1959 | Real Madrid        |
| 18 | A | Pedro Uralde            | 02.03.1958 | Real Sociedad      |
| 19 | A | Santillana              | 23.08.1952 | Real Madrid        |
| -- | - | ----------------------- | ---------- | ------------------ |
| 20 | A | Quini                   | 23.09.1949 | Barcelona CF       |
| 21 | G | Javier Urruticoechea    | 17.02.1952 | Barcelona CF       |
| 22 | G | Miguel Angel            | 24.12.1947 | Real Madrid        |

José Santamaria est le sélectionneur espagnol durant la Coupe du monde. Il commande un groupe de 22 joueurs qui se compose de 3 gardiens de but, 7 défenseurs, 6 milieux de terrain et 6 attaquants.

## Navigation